# Yves Hocdé
Yves Hocdé (Nantes, 29 april 1973) is een Frans voormalig roeier gespecialiseerd in het lichtgewicht boordroeien. Hocdé maakte zijn debuut tijdens de wereldkampioenschappen roeien 1997 met een zilveren medaille in de lichte-vier-zonder-stuurman. Een jaar later evenaarde Hocdé deze prestatie tijdens de wereldkampioenschappen roeien 1998. Op de wereldkampioenschappen roeien 1999 won Hocdé de bronzen medaille. Hocdé maakte zijn Olympische debuut tijdens de Olympische Zomerspelen 2000 met een gouden medaille in de lichte-vier-zonder-stuurman. Een jaar later beëindigde Hocdé zijn carrière met een gouden medaille in de lichte-acht en een bronzen medaille in de lichte-vier-zonder tijdens de wereldkampioenschappen roeien 2001.

## Resultaten
- Wereldkampioenschappen roeien 1997 in Aiguebelette-le-Lac  in de lichte-vier-zonder-stuurman
- Wereldkampioenschappen roeien 1998 in Keulen  in de lichte-vier-zonder-stuurman
- Wereldkampioenschappen roeien 1999 in St. Catharines  in de lichte-vier-zonder-stuurman
- Olympische Zomerspelen 2000 in Sydney  in de lichte-vier-zonder-stuurman
- Wereldkampioenschappen roeien 2001 in Luzern  in de lichte-vier-zonder-stuurman
- Wereldkampioenschappen roeien 2001 in Luzern  in de lichte-acht

1996: Victor Feddersen & Niels Henriksen & Thomas Poulsen & Eskild Ebbesen ·
2000: Laurent Porchier & Jean-Christophe Bette & Yves Hocdé & Xavier Dorfman ·
2004: Thor Kristensen & Thomas Ebert & Stephan Mølvig  & Eskild Ebbesen ·
2008: Mads Kruse Andersen & Eskild Ebbesen & Thomas Ebert & Morten Jørgensen·
2012: James Thompson & Matthew Brittain & John Smith & Sizwe Ndlovu ·
2016: Mario Gyr & Simon Niepmann & Simon Schürch & Lucas Tramèr